# مامی اودسا هیل
مامی اودسا هیل (زادهٔ ۱۹ نوامبر ۱۹۱۰) یک فعال در زمینه بهداشت عمومی و یک مشاور مامایی بود که از سال ۱۹۴۵ تا ۱۹۵۰ در آرکانزاس برای وزارت بهداشت آمریکا کار کرد. در این مدت، هدف هیل آموزش و تربیت ماماهای برجسته بود. این زنان بخش پزشکی حاملگی را مدیریت می‌کردند و در زایمان‌ها به زن باردار کمک می‌کردند. آنها کسانی بودند که حق داشتند تا گواهی تولد نوزادان تازه متولد شده را تکمیل کنند. تلاش‌های او برای ایجاد عدالت سلامت عمومی بین زنان سیاه‌پوست و سفیدپوست بسیار مشهود بود.

## اوایل زندگی و تحصیلات
مامی اودسا هیل در ۱۹ نوامبر ۱۹۱۰ در کینز کریک، ویرجینیای غربی، به عنوان سومین فرزند امانوئل هیل و مینی ماد کریسی هیل به دنیا آمد. هیل در سال ۱۹۴۱ در مدرسه پرستاری و مامایی تاسکگی که مخصوص تحصیل پرستاران رنگین‌پوست در آلاباما بود، تحصیل کرد. این مدرسه یکی از معدود جاهایی بود که برای آموزش پرستاران آمریکایی-آفریقایی ایجاد شده بود. بنیاد روزنوالد و دفتر حمایت از کودکان که سازمان‌های دولتی بودند، بودجه تحصیل او را تأمین می‌کردند. مدرسه برای ثبت نام به مدرک لیسانس نیاز داشت، اما هیچ سابقه‌ای از جایی که مامی هیل این تحصیلات را دریافت کرده باشد وجود نداشت. با این حال این مدرسه ۳۱ دانش‌آموخته را به همراه مامی هیل، قبل از بسته شدنش در سال ۱۹۴۶ فارغ‌التحصیل کرد.

## آغاز حرفه
مامی اودسا هیل کار خود را در بخش بهداشت عمومی در سال ۱۹۴۲ در بخش بهداشت شهرستان کریتندن آغاز کرد. در آن زمان بسیاری از پرستاران ثبت نام شده به کار داوطلبانه در میدان‌های جنگ جهانی دوم کمک نمی‌کردند، که همین موضوع فرصت‌های بیشتری را برای هیل برای پیشبرد حرفه‌اش باز می‌کرد. به دلیل دسترسی کم به امکانات بهداشتی در مناطق روستایی، موانع نژادی و نابرابری در میزان مرگ و میر کودکان سیاه‌پوست به یک موضوع اجتماعی برای او تبدیل شد که باید به آن رسیدگی می‌کرد. قبل از شروع فعالیت هیل، تلاش‌های دولت برای تنظیم مقررات و آموزش ماماها ناموفق بود. حمایت قوی جامعه و دولت از تلاش‌های هیل در تنظیم برنامه‌ای جامع در مقررات و آموزش مامایی و پرستاری، باعث شد حتی بسیاری از زنان را که به‌طور متوسط بین ۶۰ تا ۸۰ سال سن داشتند، برای دریافت مجوز پرستاری تلاش کنند.

## فعالیت‌های برجسته
پس از موفقیت‌های فراوان هیل به عنوان مشاوره مامایی، او به عنوان مشاور مامایی در وزارت بهداشت آرکانزاس منصوب شد. در این سمت، او ماماهای برجسته‌ای را آموزش داد که در هنگام زایمان کودکان تبحر بیشتری داشتند. هیل در حالی که برای وزارت بهداشت آرکانزاس کار می‌کرد، برنامه آموزشی ۸ تا ۱۲ هفته‌ای ویژه‌ای را برای ماماهای برجسته خود برنامه‌ریزی کرد. بسیاری از این زنان در زمان آموزش بی‌سواد بودند، بنابراین هیل برنامه آموزشی خود را به صورت نمایشی متشکل از فیلم، آواز و عکس ترتیب داد. پس از اتمام دوره‌های آموزشی کامل، ماماها دارای گواهینامه دولتی می‌شدند. کار او با سیستم بهداشت عمومی منجر به کاهش تعداد مرگ و میر آمریکایی‌های آفریقایی‌تبار به دلیل بارداری و زایمان شد. موارد مرگ و میر به ۴۳ مورد در سال ۱۹۵۰ رسید که در مقایسه با ۱۲۸ مورد در سال ۱۹۳۰ بسیار چشمگیر بود. هیل به دلیل نفوذ زیادش نه تنها در جامعه پزشکی، بلکه در جنبش‌های حقوق مدنی نیز محبوبیت پیدا کرد. حامیان هیل، چه سفید و چه سیاه‌پوست، رستوران‌هایی را که از ارائه خدمات به آمریکایی‌های آفریقایی‌تبار خودداری می‌کردند، تحریم کردند. آن‌ها خواهان برابری در سراسر کشور بودند.